# Santa Marta de Portuzelo

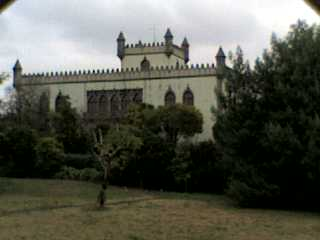
Castelo de Portuzelo

Santa Marta de Portuzelo, oder nur Portuzelo, ist eine Gemeinde (Freguesia) im nordportugiesischen Kreis Viana do Castelo der Unterregion Minho-Lima.
In ihr leben 3901 Einwohner (Stand 19. April 2021).

## Bauwerke
- Castelo de Portuzelo
- Cruzeiro de Santa Marta